# Leioproctus vitifrons
Leioproctus vitifrons là một loài Hymenoptera trong họ Colletidae. Loài này được Smith mô tả khoa học năm 1879.

## Hình ảnh

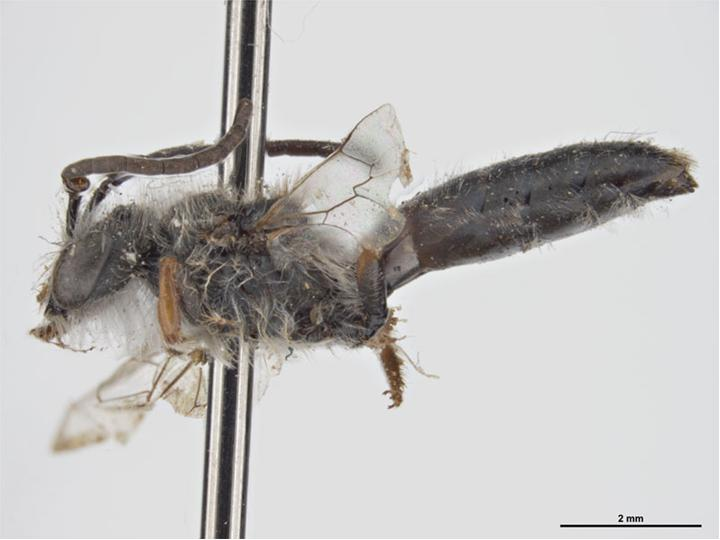